# Trianon (Frankfurt)
De Trianon is een wolkenkrabber in de Duitse stad Frankfurt. Het is het hoofdgebouw van de DekaBank. Het is gelegen aan de Mainzer Landstraße 16-24 en het staat op de 26e plaats in de lijst van hoogste gebouwen van Europa.
De Trianon werd opgeleverd in 1993. Met een hoogte van 186 meter is de toren het op zes na hoogste gebouw van Frankfurt. De Trianon telt 45 verdiepingen en is eigendom van Morgan Stanley.